# Niven Busch
Niven Busch (ur. 26 kwietnia 1903 w Nowym Jorku, zm. 25 sierpnia 1991 w San Francisco) – amerykański pisarz i scenarzysta filmowy. Jego żonami były: przez 10 lat (1942-1952) aktorka Teresa Wright, Carmencita Baker i Suzanne De Sanz. Na podstawie jego powieści powstał film Pojedynek w słońcu.
Nominowany do Oscara w 1938 najlepsze materiały do scenariusza W starym Chicago.

## Scenarzysta
- The Crowd Roars (film 1932)
- Listonosz zawsze dzwoni dwa razy (film 1946)